# 64Revolt
64Revolt är en trio som gör aggressiv electronica-musik som även beskrivs som ett slags punkelectronica. De kommer från Malmö och spelar flitigt både utomlands och inom Sverige.

## Medlemmar
- Matilda Stalin – sång
- Patrik Haraldsson – sång, synthesizer
- Emil Broling – synthesizer, produktion

## Diskografi
Studioalbum
- 64Revolt (2005)
- aim for the flat top (2008)
- what a horrible night to have a curse (2009)

EP
- Sixtyfour Hardcore EP (2000)
- Collapsing New Buildings EP (2003)
- Ballads of Malice and Discontent (2006)

Singlar
- "Waiting for the Revolution" (2001)
- "Political Piggies" (2002)